# Ana de Suecia (1568-1625)
Ana Vasa (en polaco, Anna Wazówna; Eskilstuna, 17 de mayo de 1568-Brodnica, 26 de febrero de 1625) fue una princesa sueca y polaca, starosta de Brodnica y Golub. Fue la hija menor del rey Juan III de Suecia y su primera esposa, Catalina Jagellón. Estuvo unida a su hermano Segismundo III Vasa, rey de Polonia (1587-1632) y rey de Suecia (1592-1599). Criada como católica, Ana se convirtió al luteranismo en 1584, lo que la hizo inelegible como esposa para muchos miembros de la realeza europea católicos, y permaneció soltera.

## Biografía

### Primeros años
Ana fue la hija menor del entonces gran duque Juan de Finlandia y su primera esposa, Catalina Jagellón, hermana del rey Segismundo II Augusto de Polonia. Nació en Eskilstuna justo después de que su familia fuera liberada de su arresto en el castillo de Gripsholm. Su padre ascendió en 1569 al trono de Suecia como Juan III. Igual que su hermano Segismundo, Ana fue criada como católica por su madre y asistía a misa.
Varios matrimonios fueron sugeridos para ella. En 1577, se habló de un matrimonio entre Ana y un archiduque austríaco, que podía ser Matías o Maximiliano II de Habsburgo, pero esto fue imposible después de su conversión un año después de la muerte de su madre. Cuando su tía católica, Cecilia Vasa, sugirió un prometido católico para ella en 1585, Juan III respondió que Ana se había convertido al luteranismo un año antes. De acuerdo con la tradición, la conversión estuvo inspirada en los acontecimientos que sucedieron en el lecho de muerte de su madre en 1583: Catalina, quien le temía al purgatorio, fue consolada por su confesor jesuita, que le aseguró que el purgatorio no existía y era meramente utilizado como advertencia para la gente común e ingenua. La reina echó al jesuita, pero estas palabras hicieron que Ana se sintiera disgustada por las falsedades del catolicismo.
Después de la muerte de su madre, su tía materna, Ana Jagellón, sugirió que la princesa fuera enviada a Polonia para ser criada allí, pero fue rechazada por Juan III. Ana tenía su propia corte, supervisada por la antigua Mistress of the Robes de su madre, Karin Gyllenstierna; una de sus damas de compañía era su prima, Sigrid de Suecia.

### Mudanza a Polonia
En 1587, su hermano Segismundo fue elegido rey de Polonia y gran duque de Lituania como Segismundo III. Su tía, Ana Jagellón, repitió su oferta de que Ana viviera con ella en Polonia, y esta vez Juan III aceptó por Segismundo: "De modo que vuestro querido hermano no añore demasiado al principio". Ana partió con Segismundo hacia Polonia el 12 de septiembre de 1587 y estuvo presente en su coronación. Durante su estancia en la corte polaca, su reputación fue mala ya que celebraba misas luteranas junto con su séquito.
En 1589, Ana acompañó a Segismundo a la reunión con su padre en Tallin, en la Estonia sueca. Ella estuvo presente durante las tensas reuniones de riksråd, donde Juan III insistió en que Segismundo abdicara el trono polaco y regresara a Suecia. Los consejeros suecos se opusieron a la idea y un furioso Juan III prometió perseguirles. Erik Sparre pidió a Ana que interceda y calme a su padre. Mientras que Segismundo regresó a Polonia, Ana regresó a Suecia con su padre, donde vivió los siguientes tres años.
En 1592, Ana regresó a Polonia para asistir a la boda entre su hermano y Ana de Habsburgo. La princesa no era querida en la corte polaca debido a su religión y la influencia que tenía sobre su hermano, y se sospechaba que había apoyado el plan fallido de su padre de arreglar un matrimonio protestante para Segismundo con Cristina de Holstein-Gottorp. El arzobispo se sintió tan provocado por sus misas luteranas que amenazó a Ana y a Segismundo con la excomunión. Su cuñada, Ana de Habsburgo, impidió una persecución. En julio de 1593, llevó su sobrina, Ana María, en brazos a su ceremonia de bautismo.
El cardenal Andrés Báthory propuso un matrimonio para Ana con el príncipe de Transilvania. Sin embargo, se comprometió a ella misma con el primo de su padre, el conde Gustaf Brahe (1558-1615), hijo de Per Brahe el Viejo y un futuro general en Polonia. Fueron criados juntos en la corte sueca y estaban enamorados, y hubo rumores de que se encontraban en secreto en la casa de la hermana de Brahe, Ebba Sparre.  En 1587, Brahe acompañó a Segismundo y a Ana hacia Polonia cuando Segismundo fue nombrado rey allí. En 1589, Brahe pidió formalmente la mano de Ana al rey, y aunque no obtuvo una respuesta clara, no fue rechazado, el cual le dio esperanzas que su propuesta sea aceptada. El duque de Södermanland, Carlos, se opuso al potencial matrimonio ya que lo veía como un plan de Brahe para convertir a Ana en reina de Suecia mientras que su único hermano, Segismundo, estaba ausente en Polonia, y por tanto utilizó su relación en su crónica difamatoria, Karlskrönikan. A pesar de que no era la propuesta de matrimonio preferible, Ana rechazó a todos sus otros pretendientes. Mientras pasaba el tiempo, nada sucedía; Ana y Brahe permanecieron solteros. No se ha encontrado una explicación concreta para esto en fuentes históricas, pero Brahe permaneció junto a Segismundo y a Ana toda su vida y evetualmente les acompañó a Polonia cuando abandonaron Suecia para siempre.

### El reinado de Segismundo en Suecia
En noviembre de 1592, su hermano Segismundo ascendió al trono de Suecia tras la muerte de su padre. En septiembre de 1593, Ana regresó a Suecia en compañía de su hermano y su cuñada, la reina Ana. Germánico Malaspina, enviado del Papa, desconfiaba de la princesa. Durante el disturbio entre católicos y protestantes durante el funeral del músico polaco de Ana, Sowka, en la Iglesia de Riddarholmen en noviembre de 1593, su sacerdote Olaus Simonis participó en el bando protestante. Ana visitó su tío Carlos, duque de Södermanland, en Upsala en febrero de 1594, y asistió a la misa anticatólica de Ericus Schepperus. Segismundo tenía planes de nombrar a Ana como su regente en Suecia durante su estancia en Polonia. Sin embargo, el duque Carlos se opuso y logró que el consejo sueco le nombrara regente a él.
En 1594, Segismundo regresó a Polonia, mientras que Ana se quedó en Suecia. Germánico Malaspina había convencido al rey de que dejara a Ana en Suecia debido a su participación en el disturbio religioso en la iglesia de Riddarholmen y le recordó la amenaza de excomunión del arzobispo. Se le entregó una pensión a Ana con el castillo de Stegeborg como la residencia de su corte junto con los feudos de Hammarkind, Björkekind, Östkind y Lösing härad. En Stegeborg, cultivó sus intereses en la herbología. En 1595, Ana arregló el matrimonio por amor entre su dama de compañía, Sigrid Brahe, y Johan Gyllenstierna. Esto devino en un gran escándalo ya que Brahe fue comprometida con otro hombre por su familia. El duque Carlos se negó a actuar como mediador y Ana finalmente logró que ambas familias llegaran a un acuerdo en el riksdag de Söderköping de 1595. La boda también causó un distanciamiento entre Ana y Gustaf Brahe, pero pronto se reconciliaron.
El incidente Sparre terminó de romper la relación entre Ana y el duque Carlos. El conde Erik Larsson Sparre era un firme defensor de Segismundo, y Ana guardó una caja para su mujer Ebba Sparre, hermana de su dama de compañía, Margareta Brahe (1559–1638), en Stegeborg, la cual Carlos creía que contenía documentos sospechosos. Cuando Ana dejó Stegeborg para estar presente en el lecho de muerte de la reina viuda, Gunilla Johansdotter, en 1597, Carlos ordenó que se allanara su casa, que la caja de Ebba Sparre y la correspondencia entre Ana y el matrimonio Sparre sea confiscada, y sometió a Ebba Sparre y a la dama de compañía, Margareta Brahe, a un interrogatorio con respecto a la criptografía encontrada en los documentos de Ana. Acusó a Ebba Sparre de haber permitido que su hermano, Gustaf Brahe, se encontrara con Ana en secreto.
Desde 1592, Segismundo negoció un matrimonio entre Ana y el margrave Juan Jorge de Brandeburgo pero las tensiones políticas retrasaron un acuerdo. En febrero de 1598, Segismundo le exigió a Carlos que le permitiera a Ana regresar a Polonia ya que su boda con Juan Jorge tenía fecha para Pascua de ese año. Carlos intentó impedir su partida exigiendo un inventario de su propiedad y amenazando que le sería confiscada por el estado si es que Ana moría soltera. Ana protestó, aconsejó a Carlos de cooperar con Segismundo y se ofreció como mediadora. En el regreso del rey a Suecia, Ana inmediatamente se le unió en la guerra civil que estalló entre él y Carlos. Se le dio a Ana la tarea de mediar entre ambas partes, pero debido a la desconfianza de Carlos en ella, no tuvo mucho éxito. Después de la derrota de su hermano en la batalla de Stångebro en 1598, Ana abandonó Suecia para vivir con él en Polonia.

### Últimos años en Polonia
Después de 1598, Ana pasó el resto de su vida en Polonia, aunque siempre se refirió a sí misma como princesa de Suecia. Conocida como Anna de Svecia, era una miembro protestante de una familia real católica, y actuaba como protectora de los protestantes y defensores suecos de Segismundo y de los protestantes polacos. Ana mantuvo una relación buena con su hermano y tuvo influencia sobre él, actuando como su consejera política en asuntos de estado, algo que la convirtió en una figura polémica en Polonia.
Durante el arresto de Carlos Gyllenhielm, un hijo ilegítimo del ahora Carlos IX de Suecia, en Polonia en 1610-1613, Segismundo le dio a Ana la tarea de interrogar a Gyllenhielm, mientras el rey escuchaba escondido por una cortina. Ana acusó a Carlos de ser partícipe en una conspiración para instigar conflictos entre Segismundo y Juan III, algo Gyllenhielm negó.

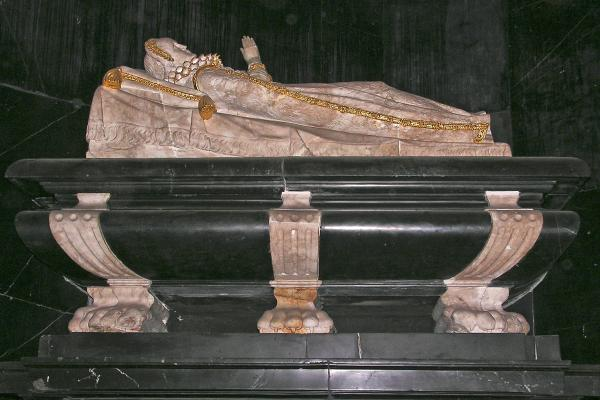
La tumba de la Princesa Ana en Toruń.

Ana permaneció soltera. En 1602, el duque Carlos I de Gonzaga-Nevers sugirió un matrimonio con un príncipe francés, el cual nunca se materializó. Las negociaciones con Juan Jorge de Brandeburgo finalmente fueron interrumpidas en 1609. Los rumores de que Ana mantuvo una relación amorosa con el conde sueco Gustaf Brahe nunca han sido confirmados, pero igualmente Carlos IX se aprovechó de esto, ya que temía la influencia política de Ana, y en una carta a Segismundo de 1607 se refirió a ella como: "Vuestra hermana venenosa, la creadora de todo mal y nacida para la destrucción de todas las tierras y del reino". Carlos IX una vez temió que ella se casara con el zar Dimitri I de Rusia, lo que fue un falso rumor.
Segismundo nombró a Ana starosta de Brodnica en 1605 y de Golub en 1611. Dividió su tiempo entre sus feudos y la corte de su hermano. Fue muy respetada debido a sus grandes conocimientos. Le interesaba la literatura, la música, la jardinería y la medicina. Era una especialista en herbología y tuvo su propio boticario. Con la ayuda de su asistente italiano, Ana hizo sus experimentos propios en herbología. Financió el herbario de Simon Syrenius.

Ana murió el 26 de febrero de 1625, a los 56 años. Fue enterrada en la Iglesia de la Virgen María en Toruń varios años después de su muerte ya que el Papa primero había prohibido el entierro de una protestante en un cementerio bendecido en la Polonia católica. Su sobrino, el rey Vladislao IV de Polonia, anuló ese decreto. Construyó un hermoso monumento de mármol negro con una figura de alabastro blanca de su amada tía.

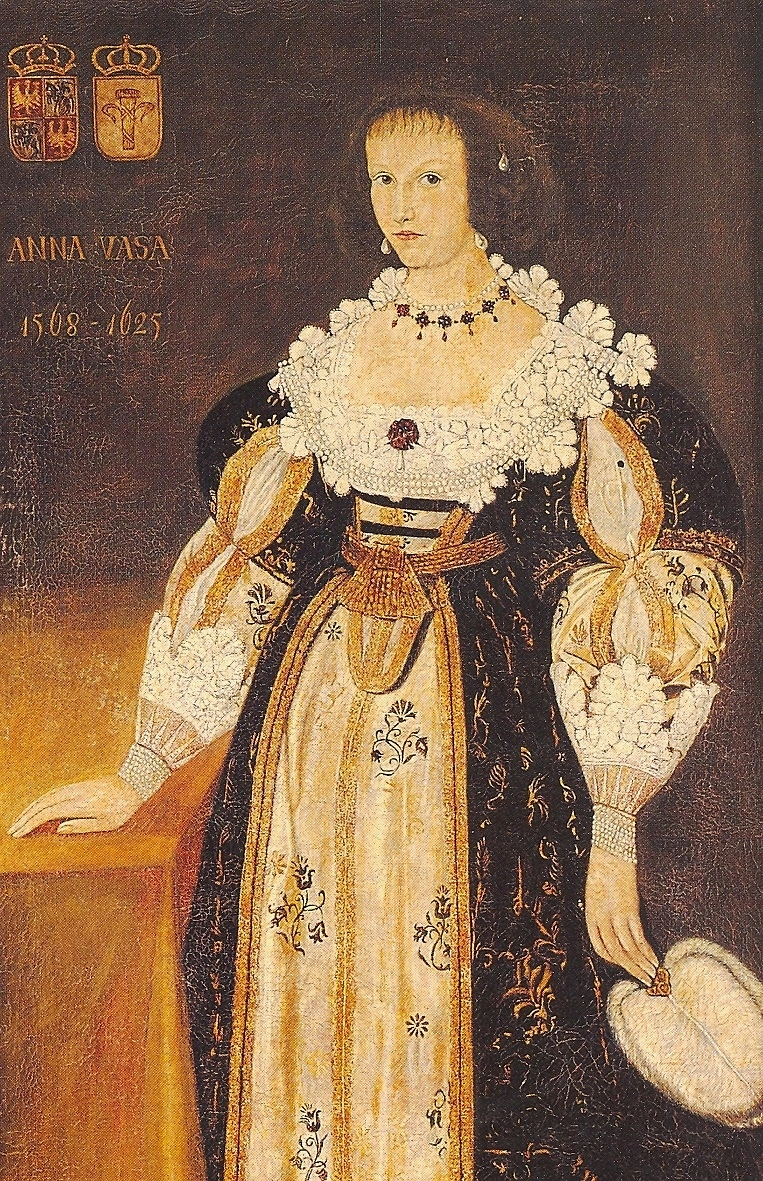
Ana por Elbfas (sin identificar por el Museo Nacional de Estocolmo pero aceptado por historiadores).
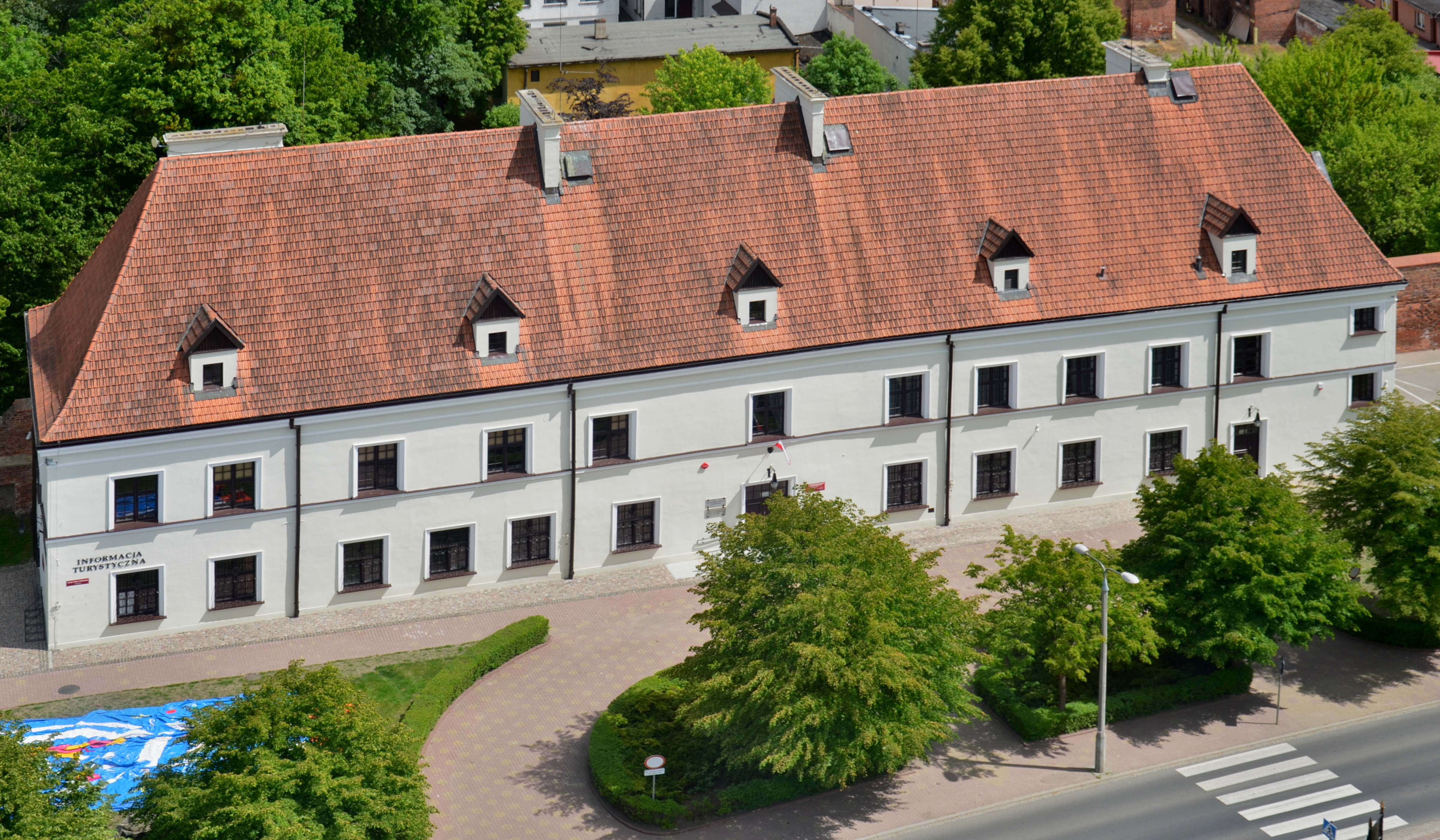
El palacio de Ana Vasa en Brodnica, donde residía.
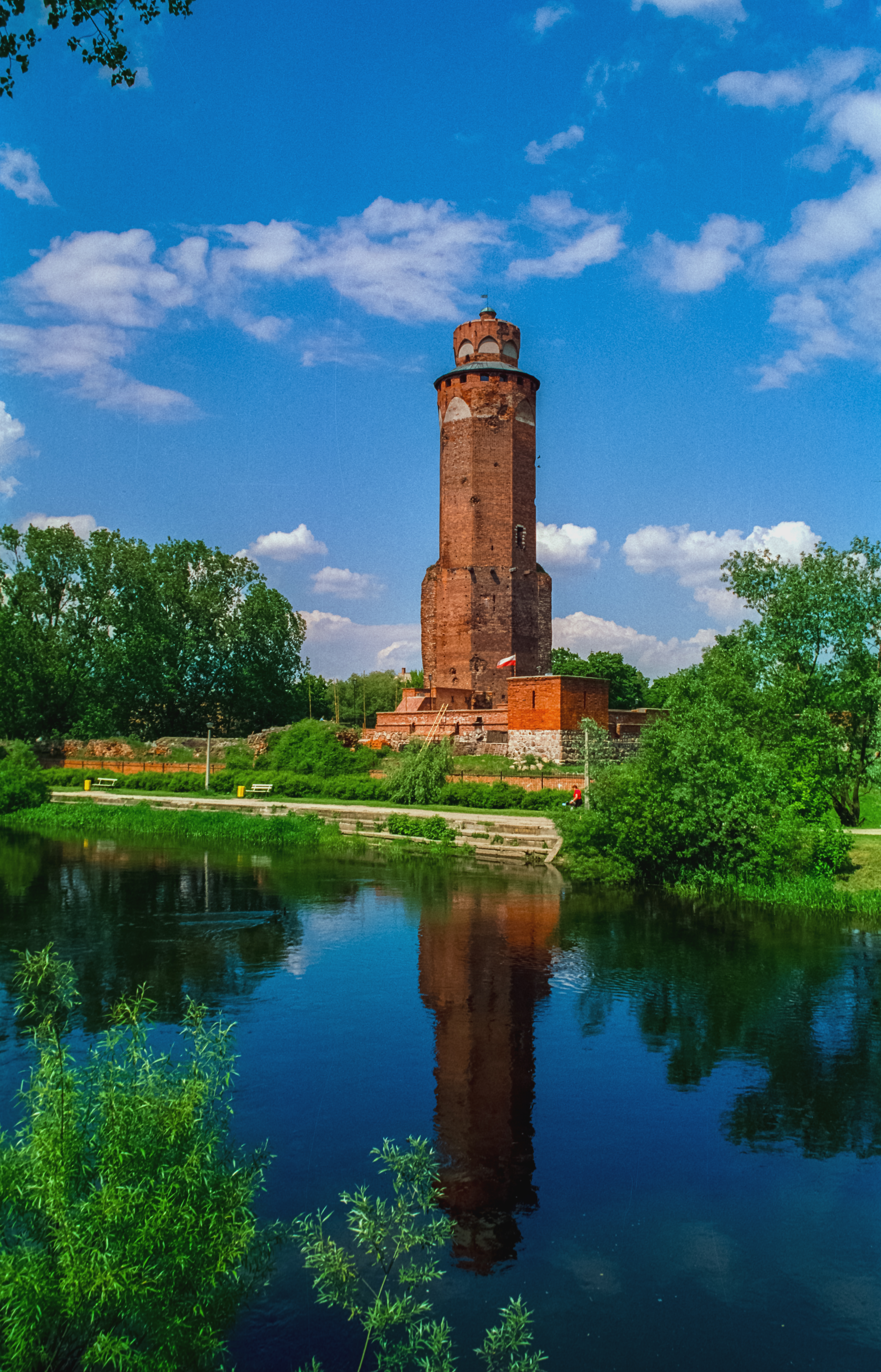
La torre del castillo en Brodnica, donde residía. El castillo fue demolido en 1785 por los prusianos.
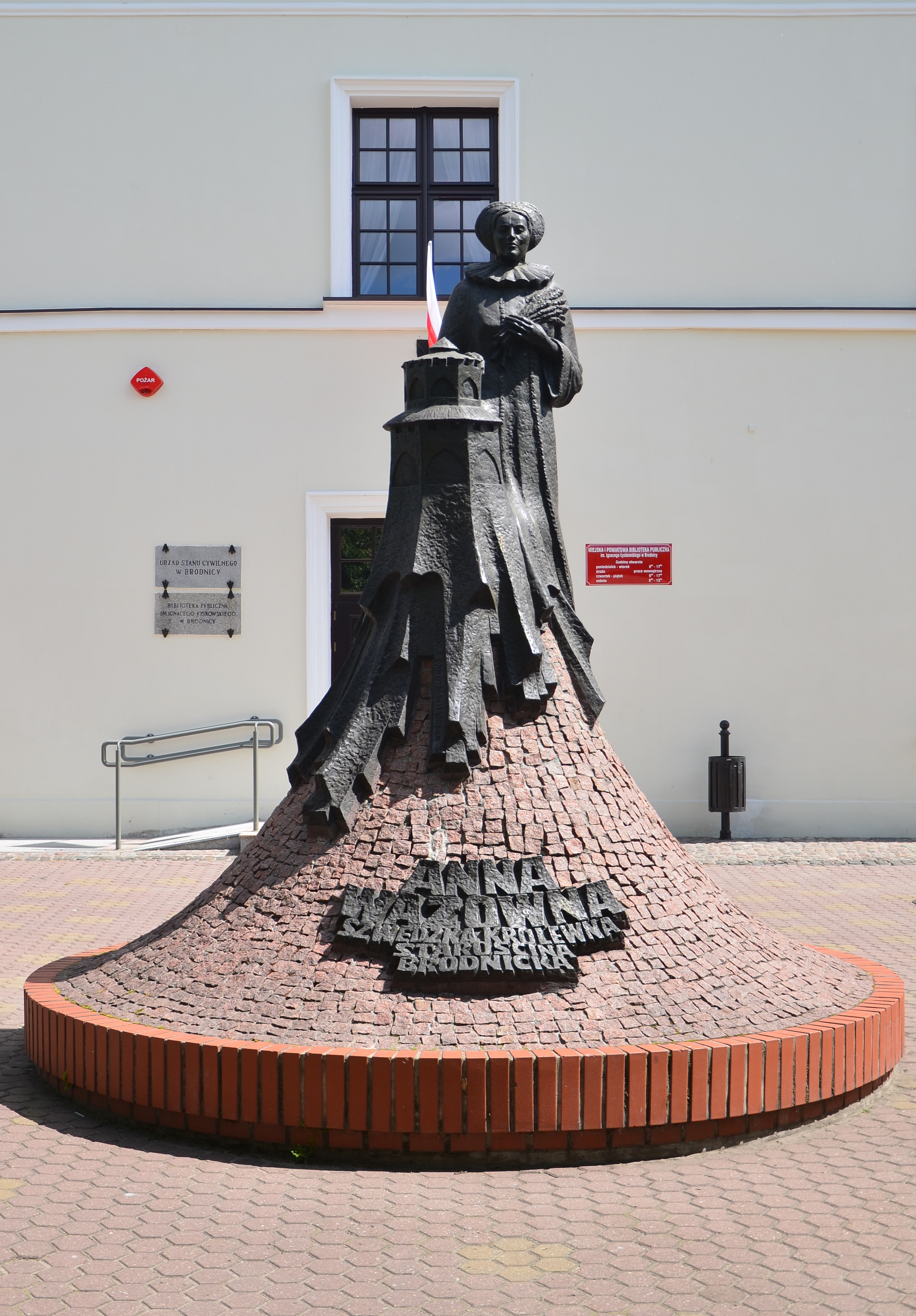
Monumento a Ana en Brodnica.
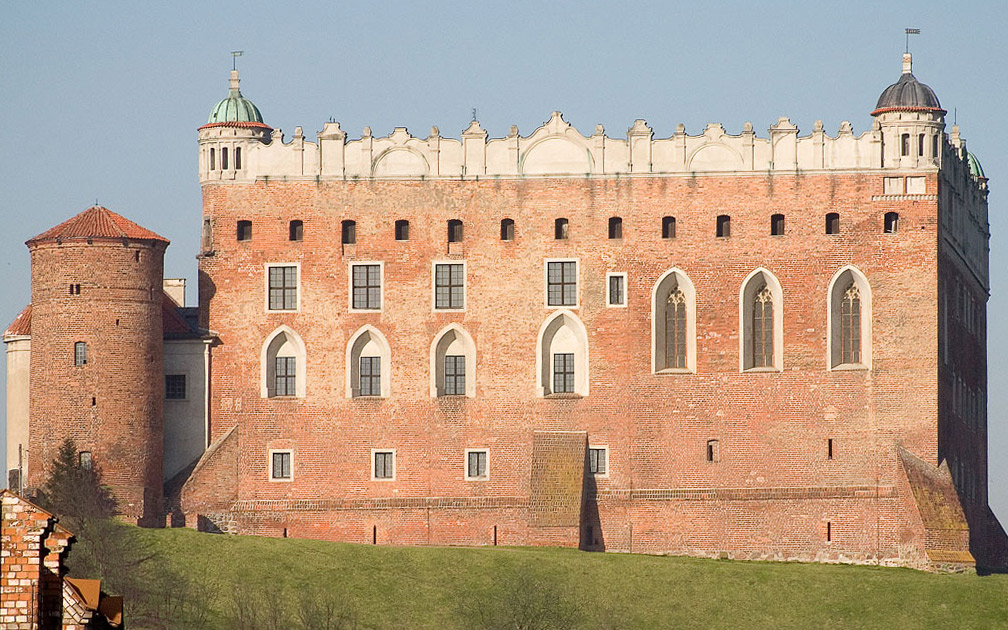
Castillo en Golub-Dobrzyń, su residencia entre 1616 y 1623, en la cual ella construyó un ático.
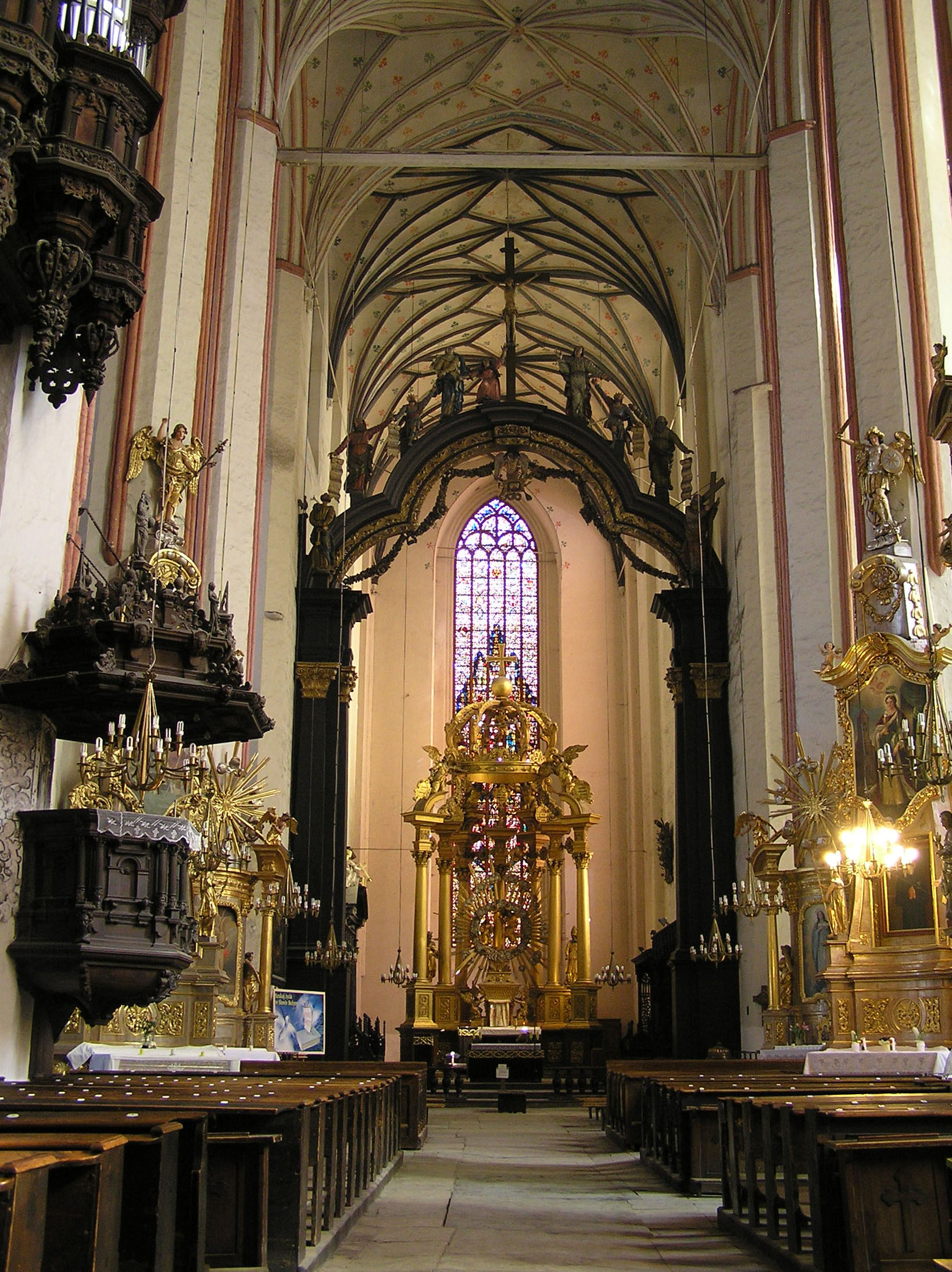
Iglesia de la Virgen María en Toruń, donde Ana fue enterrada.
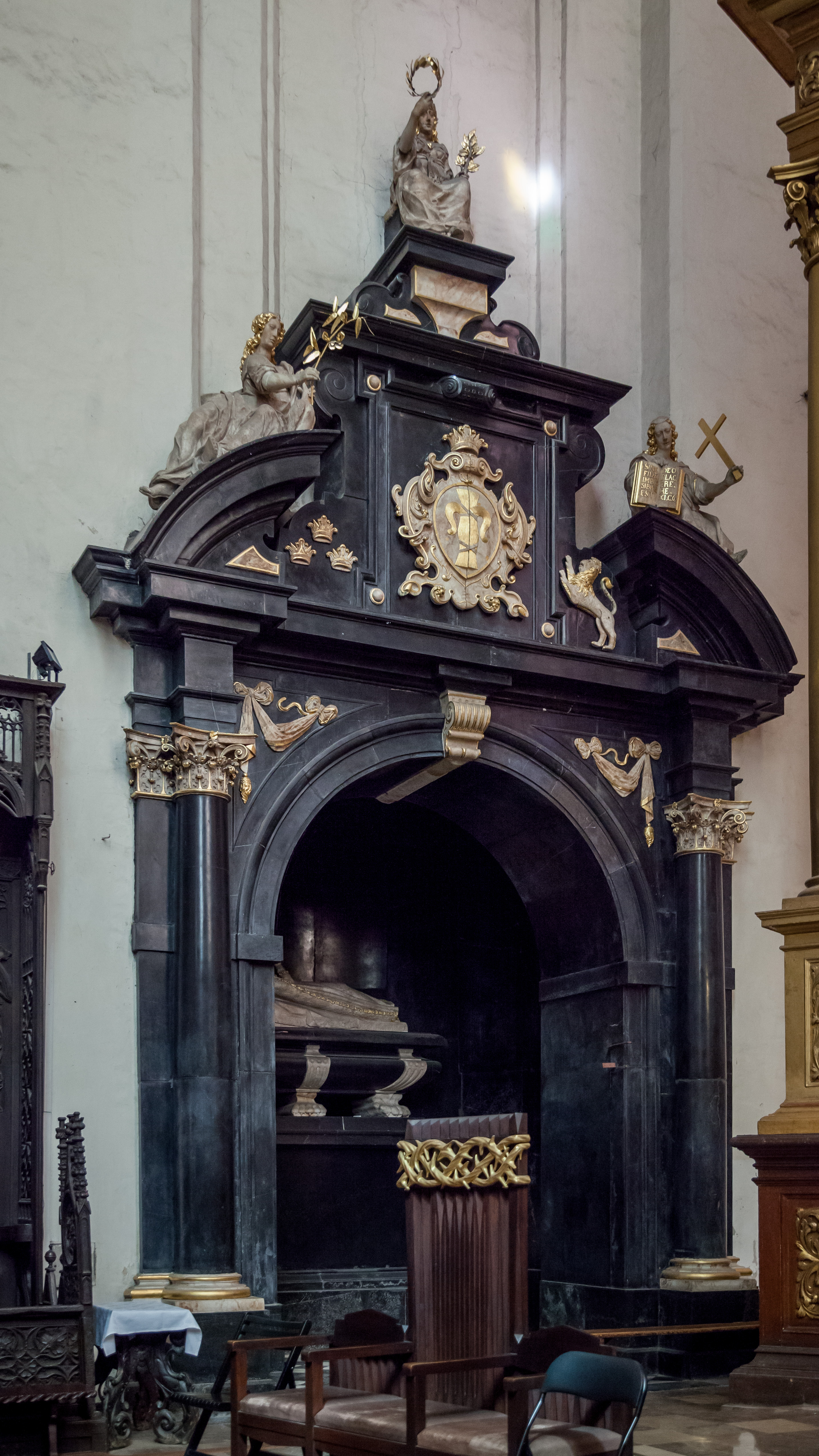
Puerta al mausoleo de Ana en la Iglesia de la Virgen María en Toruń.
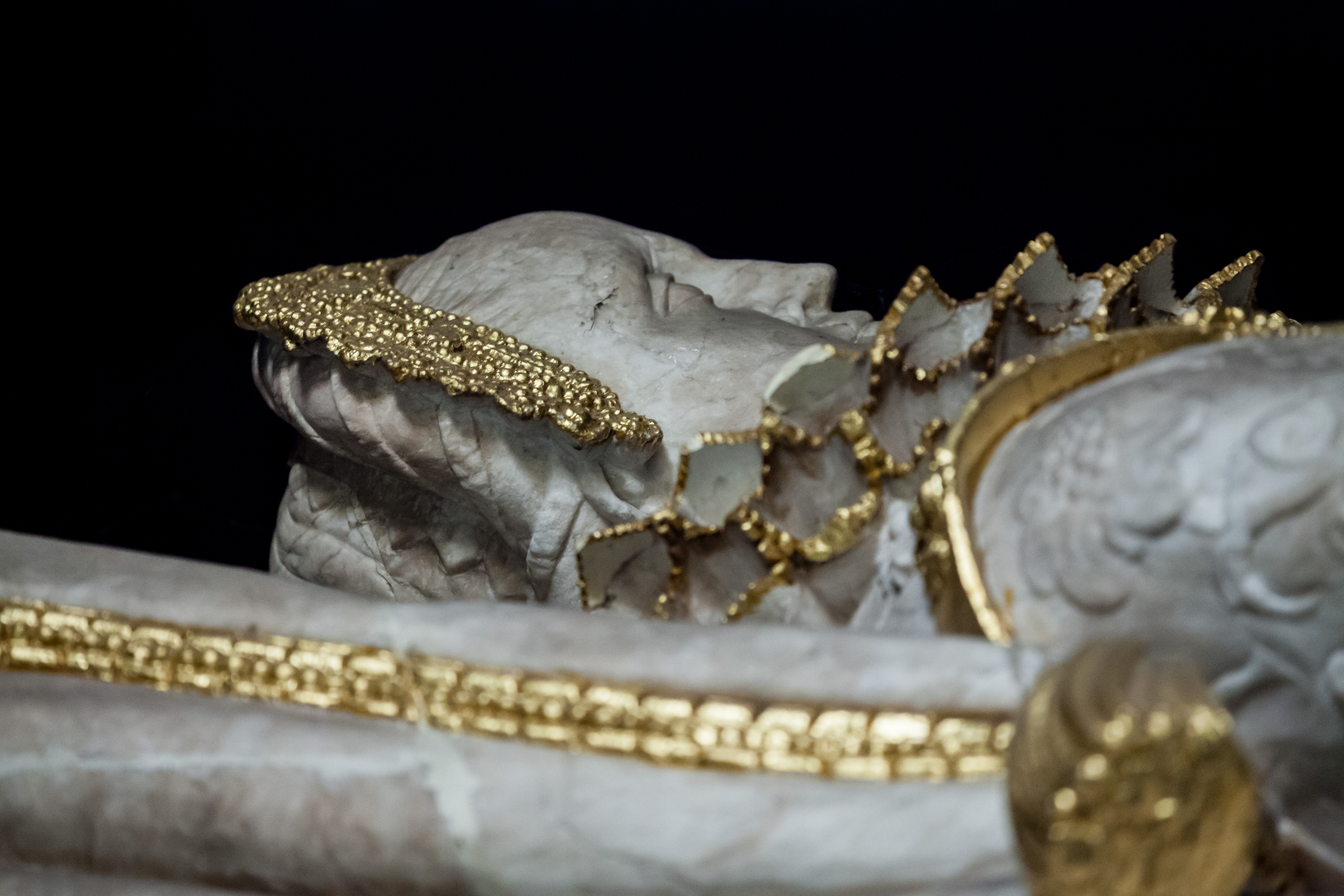
La efigie de Ana en su mausoleo.

## Ancestros
| \| \| \| \| \| \| \| \| \| \| \| \| \| \| \| \| \| \| \| \| 8. Erik Johansson Vasa \| \| \| \| \| \| \| \| \| \| \| \| \| \| \| \| \| \| \| \| \| \| \| \| \| \| \| \| \| \| \| \| \| \| \| \| \| \| \| \| \| \| \| \| \| \| \| \| \| \| \| \| \| \| 4. Gustavo I de Suecia \| \| \| \| \| \| \| \| \| \| \| \| \| \| \| \| \| \| \| \| \| \| \| \| \| \| \| \| \| \| \| \| \| \| \| \| \| \| \| \| \| \| \| \| \| \| \| \| \| \| \| \| \| \| 9. Cecilia Månsdotter \| \| \| \| \| \| \| \| \| \| \| \| \| \| \| \| \| \| \| \| \| \| \| \| \| \| \| \| \| \| \| \| \| \| \| \| \| \| \| \| \| \| \| \| \| \| \| \| \| \| \| \| \| \| 2. Juan III de Suecia \| \| \| \| \| \| \| \| \| \| \| \| \| \| \| \| \| \| \| \| \| \| \| \| \| \| \| \| \| \| \| \| \| \| \| \| \| \| \| \| \| \| \| \| \| \| \| \| \| \| \| \| \| \| 10. Erik Abrahamsson Leijonhufvud \| \| \| \| \| \| \| \| \| \| \| \| \| \| \| \| \| \| \| \| \| \| \| \| \| \| \| \| \| \| \| \| \| \| \| \| \| \| \| \| \| \| \| \| \| \| \| \| \| \| \| \| \| \| 5. Margarita Eriksdotter \| \| \| \| \| \| \| \| \| \| \| \| \| \| \| \| \| \| \| \| \| \| \| \| \| \| \| \| \| \| \| \| \| \| \| \| \| \| \| \| \| \| \| \| \| \| \| \| \| \| \| \| \| \| 11. Ebba Eriksdotter Vasa \| \| \| \| \| \| \| \| \| \| \| \| \| \| \| \| \| \| \| \| \| \| \| \| \| \| \| \| \| \| \| \| \| \| \| \| \| \| \| \| \| \| \| \| \| \| \| \| \| \| \| \| \| \| 1. Ana de Suecia \| \| \| \| \| \| \| \| \| \| \| \| \| \| \| \| \| \| \| \| \| \| \| \| \| \| \| \| \| \| \| \| \| \| \| \| \| \| \| \| \| \| \| \| \| \| \| \| \| \| \| \| \| \| 12. Casimiro IV Jagellón \| \| \| \| \| \| \| \| \| \| \| \| \| \| \| \| \| \| \| \| \| \| \| \| \| \| \| \| \| \| \| \| \| \| \| \| \| \| \| \| \| \| \| \| \| \| \| \| \| \| \| \| \| \| 6. Segismundo I Jagellón el Viejo \| \| \| \| \| \| \| \| \| \| \| \| \| \| \| \| \| \| \| \| \| \| \| \| \| \| \| \| \| \| \| \| \| \| \| \| \| \| \| \| \| \| \| \| \| \| \| \| \| \| \| \| \| \| 13. Isabel de Habsburgo de Hungría \| \| \| \| \| \| \| \| \| \| \| \| \| \| \| \| \| \| \| \| \| \| \| \| \| \| \| \| \| \| \| \| \| \| \| \| \| \| \| \| \| \| \| \| \| \| \| \| \| \| \| \| \| \| 3. Catalina Jagellón \| \| \| \| \| \| \| \| \| \| \| \| \| \| \| \| \| \| \| \| \| \| \| \| \| \| \| \| \| \| \| \| \| \| \| \| \| \| \| \| \| \| \| \| \| \| \| \| \| \| \| \| \| \| 14. Gian Galeazzo Sforza \| \| \| \| \| \| \| \| \| \| \| \| \| \| \| \| \| \| \| \| \| \| \| \| \| \| \| \| \| \| \| \| \| \| \| \| \| \| \| \| \| \| \| \| \| \| \| \| \| \| \| \| \| \| 7. Bona Sforza \| \| \| \| \| \| \| \| \| \| \| \| \| \| \| \| \| \| \| \| \| \| \| \| \| \| \| \| \| \| \| \| \| \| \| \| \| \| \| \| \| \| \| \| \| \| \| \| \| \| \| \| \| \| 15. Isabel de Nápoles \| \| \| \| \| \| \| \| \| \| \| \| \| \| \| \| \| \| \| \| \| \| \| \| \| \| \| \| \| \| \| \| \| \| \| \| \| \| \| \| \| \| \| \| \| \| \| \| \| \| \| \| |                                    |  |  |  |  |  |  |  |  |  |  |  |  |  |  |  |
| |                                    |  |  |  |  |  |  |  |  |  |  |  |  |  |  |  |
| | 8. Erik Johansson Vasa             |  |  |  |  |  |  |  |  |  |  |  |  |  |  |  |
| |                                    |  |  |  |  |  |  |  |  |  |  |  |  |  |  |  |
| |                                    |  |  |  |  |  |  |  |  |  |  |  |  |  |  |  |
| | 4. Gustavo I de Suecia             |  |  |  |  |  |  |  |  |  |  |  |  |  |  |  |
| |                                    |  |  |  |  |  |  |  |  |  |  |  |  |  |  |  |
| |                                    |  |  |  |  |  |  |  |  |  |  |  |  |  |  |  |
| | 9. Cecilia Månsdotter              |  |  |  |  |  |  |  |  |  |  |  |  |  |  |  |
| |                                    |  |  |  |  |  |  |  |  |  |  |  |  |  |  |  |
| |                                    |  |  |  |  |  |  |  |  |  |  |  |  |  |  |  |
| | 2. Juan III de Suecia              |  |  |  |  |  |  |  |  |  |  |  |  |  |  |  |
| |                                    |  |  |  |  |  |  |  |  |  |  |  |  |  |  |  |
| |                                    |  |  |  |  |  |  |  |  |  |  |  |  |  |  |  |
| | 10. Erik Abrahamsson Leijonhufvud  |  |  |  |  |  |  |  |  |  |  |  |  |  |  |  |
| |                                    |  |  |  |  |  |  |  |  |  |  |  |  |  |  |  |
| |                                    |  |  |  |  |  |  |  |  |  |  |  |  |  |  |  |
| | 5. Margarita Eriksdotter           |  |  |  |  |  |  |  |  |  |  |  |  |  |  |  |
| |                                    |  |  |  |  |  |  |  |  |  |  |  |  |  |  |  |
| |                                    |  |  |  |  |  |  |  |  |  |  |  |  |  |  |  |
| | 11. Ebba Eriksdotter Vasa          |  |  |  |  |  |  |  |  |  |  |  |  |  |  |  |
| |                                    |  |  |  |  |  |  |  |  |  |  |  |  |  |  |  |
| |                                    |  |  |  |  |  |  |  |  |  |  |  |  |  |  |  |
| | 1. Ana de Suecia                   |  |  |  |  |  |  |  |  |  |  |  |  |  |  |  |
| |                                    |  |  |  |  |  |  |  |  |  |  |  |  |  |  |  |
| |                                    |  |  |  |  |  |  |  |  |  |  |  |  |  |  |  |
| | 12. Casimiro IV Jagellón           |  |  |  |  |  |  |  |  |  |  |  |  |  |  |  |
| |                                    |  |  |  |  |  |  |  |  |  |  |  |  |  |  |  |
| |                                    |  |  |  |  |  |  |  |  |  |  |  |  |  |  |  |
| | 6. Segismundo I Jagellón el Viejo  |  |  |  |  |  |  |  |  |  |  |  |  |  |  |  |
| |                                    |  |  |  |  |  |  |  |  |  |  |  |  |  |  |  |
| |                                    |  |  |  |  |  |  |  |  |  |  |  |  |  |  |  |
| | 13. Isabel de Habsburgo de Hungría |  |  |  |  |  |  |  |  |  |  |  |  |  |  |  |
| |                                    |  |  |  |  |  |  |  |  |  |  |  |  |  |  |  |
| |                                    |  |  |  |  |  |  |  |  |  |  |  |  |  |  |  |
| | 3. Catalina Jagellón               |  |  |  |  |  |  |  |  |  |  |  |  |  |  |  |
| |                                    |  |  |  |  |  |  |  |  |  |  |  |  |  |  |  |
| |                                    |  |  |  |  |  |  |  |  |  |  |  |  |  |  |  |
| | 14. Gian Galeazzo Sforza           |  |  |  |  |  |  |  |  |  |  |  |  |  |  |  |
| |                                    |  |  |  |  |  |  |  |  |  |  |  |  |  |  |  |
| |                                    |  |  |  |  |  |  |  |  |  |  |  |  |  |  |  |
| | 7. Bona Sforza                     |  |  |  |  |  |  |  |  |  |  |  |  |  |  |  |
| |                                    |  |  |  |  |  |  |  |  |  |  |  |  |  |  |  |
| |                                    |  |  |  |  |  |  |  |  |  |  |  |  |  |  |  |
| | 15. Isabel de Nápoles              |  |  |  |  |  |  |  |  |  |  |  |  |  |  |  |
| |                                    |  |  |  |  |  |  |  |  |  |  |  |  |  |  |  |
| |                                    |  |  |  |  |  |  |  |  |  |  |  |  |  |  |  |